# 스펙트럼 대역

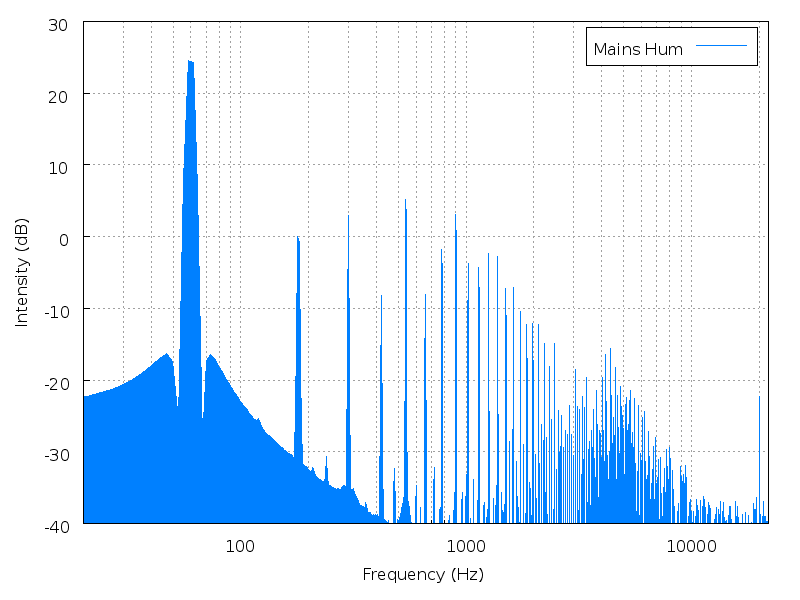
다양한 대역을 포함하는 스펙트럼

스펙트럼 대역(spectral band)은 주어진 스펙트럼의 특정 파장 또는 주파수 범위를 갖는 영역이다. 가장 자주 전자기 대역, 즉 전자기 스펙트럼의 영역을 의미한다.
더 일반적으로, 스펙트럼 대역은 다른 유형의 신호 스펙트럼, 예를 들어 잡음 스펙트럼의 평균이 될 수도 있다.
주파수 대역(周波數帶域, frequency band)은 주파수 영역 내의 구간으로, 하위 주파수와 상위 주파수에 의해 제한된다. 예를 들어, 국제전기통신연합이 설정한 무선 통신 표준과 같은 주파수 대역을 의미할 수 있다.

## 핵물리학에서
핵물리학에서 스펙트럼 대역은 응축 물질, 큰 분자 등을 포함한 다원자 시스템의 전자기 방출을 의미한다. 각 스펙트럼선은 원자의 두 에너지 준위 차이에 해당한다. 분자에서는 이러한 준위가 분리될 수 있다. 원자의 수가 많으면 에너지 준위의 연속체가 생성되며, 이를 스펙트럼 대역이라고 한다. 이들은 종종 단원자선과 동일한 방식으로 표시된다.
대역은 겹칠 수 있다. 일반적으로 에너지 스펙트럼은 주어진 간격에 대한 양자 시스템의 에너지 준위 수를 설명하는 밀도 함수로 주어질 수 있다. 스펙트럼 대역은 일정한 밀도를 가지며, 대역이 겹칠 때 해당 밀도는 더해진다.
밴드 스펙트럼은 밀접하게 간격을 두고 규칙적인 순서로 배열되어 대역처럼 보이는 일련의 선들을 가리키는 이름이다. 이는 양쪽에 어두운 공간으로 구분되어 규칙적인 순서로 배열된 유색 대역이다. 하나의 대역에는 다양한 선명하고 넓은 색 선들이 있으며, 한쪽은 더 가깝고 다른 쪽은 더 넓다. 각 대역의 강도는 명확한 한계에서 떨어지고 다른 쪽에서는 불분명해진다. 완전한 밴드 스펙트럼에는 하나의 대역에 여러 개의 선이 있다.
이 스펙트럼은 방출 물질이 분자 상태일 때 생성된다. 따라서 이를 분자 스펙트럼이라고도 한다. 이는 진공관, 금속염이 있는 C-아크 코어에서 분자에 의해 방출된다. 밴드 스펙트럼은 분자 진동, 회전 및 분자 전자 전이로 인해 발생하는 여러 다른 스펙트럼선의 조합이다.
분광학은 천문학 및 기타 목적을 위해 스펙트럼 대역을 연구한다.

## 기타 응용
많은 시스템은 반응하는 스펙트럼 대역으로 특징지어진다. 예를 들어:
- 악기는 가청범위 내에서 다양한 음표 범위를 생성한다.
- 전자기 스펙트럼은 가시 빛, 적외선 또는 자외선 복사, 라디오 전파, 엑스선 등과 같은 많은 다른 범위로 나눌 수 있으며, 이들 각 범위는 다시 더 작은 범위로 나눌 수 있다.
- 라디오 통신 신호는 에너지를 가장 많이 전달하는 주파수 범위를 차지해야 하며, 이를 대역폭이라고 한다. 주파수 대역은 하나의 통신 채널을 나타내거나 여러 채널로 세분될 수 있다. 다른 용도에 대한 무선 주파수 범위 할당은 무선 주파수 할당의 주요 기능이다.

## 같이 보기
- 가청범위
- 대역폭
- 임계 대역
- 자유 스펙트럼 범위
- 주파수 할당
- 주파수 편이
- 고조파 (전력)
- 통과대역
- 주파수 대역
- 전파창
- 음역 (음악)
- 스펙트럼 폭
- 전이 대역
- 광대역 오디오